# Josefina de la Torre
Josefina de la Torre (Las Palmas de Gran Canaria, 1907 – Madrid, 12 luglio 2002) è stata una poetessa, romanziera, cantante lirica e attrice spagnola.

## Biografia
Josefina de la Torre Millares nasce a Las Palmas de Gran Canaria nel 1907 da una famiglia dell’alta borghesia. I suoi genitori, Bernardo de la Torre Cominges e Francisca Millares, fanno in modo che i loro sei figli, di cui Josefina è la minore, ricevano continui stimoli creativi e intellettuali.
L’albero genealogico della sua famiglia conta nomi illustri, tra i quali quello dello zio, il baritono Néstore de la Torre Comminges, che introduce Josefina al mondo musicale. I Millares, invece, rappresentano un’importante generazione di scrittori e storiografi nelle Canarie.
Josefina ha solo sette anni quando, nel 1914, comincia a pubblicare le sue prime poesie in diverse riviste locali. Lo stile della poetessa è caratterizzato da una lirica che evoca immagini legate alla sua infanzia e una forte carica emotiva frutto delle sue esperienze personali.
L’influenza del fratello, Claudio de la Torre, è importante per la sua iniziazione alla letteratura e alla rappresentazione teatrale. Nel 1924, quando Claudio vince il Premio Nazionale della Letteratura, lei lo accompagna a ritirarlo a Madrid. È nella capitale che entra in contatto con gli artisti dell'epoca: grazie al fratello conosce Pedro Salinas, Luis Buñuel, Salvador Dalí, Federico García Lorca, Rafael Alberti e altri intellettuali della Residencia de Estudiantes. Il rapporto con loro favorirà lo sviluppo del suo stile poetico, che diventerà sempre più affine a quello della generazione del '27. Tra le sue caratteristiche, la semplicità formale, il lirismo interiore e la vicinanza ad un linguaggio popolare.
Nel 1927, all'età di vent'anni, pubblica la sua prima raccolta di poesie, Versos y estampas, con la prefazione di Pedro Salinas. Nel libro Josefina trasforma aneddoti e ricordi della sua infanzia trascorsa sull'isola in delicati versi che le varranno i complimenti della critica. Nello stesso anno fonda il Teatro Mínimo, che sarà diretto da suo fratello, nella loro casa di Las Canteras, a Las Palmas de Gran Canaría.
Nel frattempo, alla sua vita a Las Canteras alterna lunghi soggiorni nella capitale durante i quali frequenta la scuola diretta dal soprano tedesco Carlota Dahmen Chao. Lì acquisirà una buona tecnica nel canto, esercitandosi come soprano. A Madrid frequenta il Lyceum Club Femenino, dove terrà dei concerti e strigerà amicizia con Ernestina de Champourcín, Concha Méndez e Carmen Conde, le poetesse più note dell'epoca.
Nel 1930 pubblica la sua seconda opera, Poemas de la isla. La natura da cui è circondata nell'isola offre un'esperienza sensoriale di benessere e di gioia che si riversa nell'opera. Ad essa si affianca un nuovo interesse per un linguaggio vicino a quello della poesia sperimentale, caratterizzato dall'uso di vocaboli provenienti dai campi della tecnologia, dello sport e della cinematografia. La raccolta non ottiene la stessa risonanza della prima, nonostante Josefina sia una delle poetesse più importanti della sua generazione. Nell'Antología de la Poesía Española (Contemporáneos) (1915-1934) di Gerardo Diego comparirà con Ernestina de Champourcin, le uniche donne citate della generazione del '27.

### Cantante e attrice
Nel 1934 Josefina de la Torre si stabilisce definitivamente a Madrid per proseguire la sua carriera da soprano. Debutta con un concerto chiamato 1900, nel teatro María Guerrero, accompagnata al piano da Cipriano Rivas Cherif.
Il 1934 è anche l’anno in cui inizia la sua attività come doppiatrice, trasferendosi negli studi della Paramount a Joinville in Francia, affiancata dal fratello Claudio, che ha il compito di adattare i copioni alla versione spagnola. Josefina lavorerà anche con Luis Buñuel al doppiaggio del film Miss Fane’s baby is stolen di Alexander Hall. Tra i due nascerà una relazione romantica che si concluderà per volontà di Luis, a quei tempi già sposato.
Con l’inizio della guerra civile spagnola nel 1937, Josefina e il fratello fanno ritorno a casa. Probabilmente a causa di problemi di natura economica e dell'infermità della madre, i due fratelli decidono, a differenza dei loro amici delle generazione del '27, di non espatriare. Per ottenere una fonte di guadagno fondano la casa editrice La Novela Ideal, per la quale Josefina scriverà romanzi sotto lo pseudonimo di Laura de Conmiges.  Alla fine della guerra alcuni suoi amici verranno assassinati, mentre altri saranno costretti all’esilio.
Nel 1940 lei e il fratello decidono di ritornare a Madrid e di guadagnarsi da vivere nel mondo del cinema, del quale Francisco Franco si serve per la propaganda. Quell’anno Josefina diventa prima attrice della Compagnia Nazionale di María Guerrero, continuando però, sotto la guida del fratello Claudio, a svolgere anche i ruoli di aiuto-regista e sceneggiatrice. Il suo più grande successo sarà un adattamento cinematografico della sua opera Tú eres él, diretto dal regista messicano Miguel Pereira, che verrà proiettato al cinema con il titolo Una herencia en París. Grazie al successo ottenuto, comparirà due volte sulla copertina della rivista Primer Plano, per la quale comincerà a lavorare come reporter e intervistatrice.
Nel 1945, dopo aver lavorato al film La vida en un hilo, decide di terminare la sua carriera cinematografica. Il motivo sembra essere la carenza di ruoli da protagonista.
Più tardi pubblicherà il libro Memorias de una estrella, che racconta di un’attrice di successo che abbandona il mondo del cinema, perché stanca di dover sopportare la meschinità e la crudeltà della realtà che la circonda. L'opinione di Josefina sul mondo cinematografico sembra riflettersi nelle parole della stessa protagonista dell'opera.
In questi anni conosce l’attore Ramón Corroto, che dopo poco diventerà suo marito. Con lui nel 1946 fonderà la Compañia Comedias, il cui direttore artistico sarà il fratello Claudio. La compagnia metterà in scena una quindicina di opere tra le quali El caso de la mujer asesinadita di Miguel Mihura e Casa di bambola, di Henrik Ibsen. Josefina lavorerà anche per le compagnie di Núria Espert e di Amparo Soler Leal, ritornando così al teatro da camera, e presterà la sua voce per il programma radio Teatro Invisibile. In seguito lavorerà per La Voz di Madrid, di Radio Madrid.

### Gli ultimi anni
Nel 1966 recita insieme a Rafael Navarro in El cumpleaño, il primo episodio della serie Historias para no dormir di Narciso Ibáñez Serrador. Il protagonista è un uomo che decide di uccidere sua moglie.
Nel 1968, dopo una lunghissima pausa che l’aveva tenuta lontana dal mondo letterario, Josefina pubblica la raccolta di versi Marzo incompleto. Non resta molto dei temi che l’avevano portata al successo, e i ricordi dell’infanzia lasciano posto alla confusione e alla solitudine del presente, accompagnati dalla frustrazione di non avere avuto figli.
Nel 1980 il marito Ramón Corroto muore improvvisamente. Qualche anno dopo, Josefina decide di ritirarsi dalla sfera pubblica facendo la sua ultima apparizione nella serie diretta da Pedro Masó, Anillos de oro. Trascorrerà gli anni Ottanta in solitudine scrivendo una raccolta di poemi dedicati al marito, inedita fino al 2007.
Nel 1988 pubblica Medida del tiempo, raccolto nell'antologia delle sue opere a cura di Lázaro Santana nella collezione Biblioteca Básica Canaria. Tra i versi di Medida del tiempo, attraverso il filo conduttore dei ricordi, Josefina scrive degli amici della generazione del '27, della famiglia e della sua isola. L'introspezione e la semplicità del suo stile si uniscono a costruzioni poetiche da lei mai sperimentate, come quella del sonetto.
Josefina muore a Madrid, all'età di 95 anni, il 12 luglio 2002.

## Riconoscimenti
Nel 2000 è nominata Membro d'onore dell'Academia Canaria de la Lengua.
Nel 2001 l'Associated University Press di New York pubblica un saggio intitolato Absence and Presence di Catherine G. Bellvev, nel quale Josefina de la Torre Millares è inclusa come una delle cinque poetesse spagnole più rilevanti degli anni Venti e Trenta del XX secolo.
Dal 4 al 15 maggio del 2001 la Residencia de Estudiantes di Madrid ospita la mostra intitolata Los álbumes de Josefina de la Torre: La última voz del '27. All'inaugurazione presenzia la stessa Josefina, in quella che si rivelerà poi essere la sua ultima apparizione pubblica.
Nel 2002 il governo delle Canarie le concede l'onorificenza Cruz de la Orden «Islas Canarias».
Nel 2007 il Ministero delle Infrastrutture e dei Trasporti battezza, con il nome di Josefina, il Sasemar 103, uno degli aerei impiegati per il pattugliamento marittimo. L'aereo è utilizzato dalla Sociedad de Salvamento y Seguridad Marítima.
A Santa Lucía de Tirajana (Gran Canaria) è stato istituito l'Istituto dedicato a Josefina de la Torre.

## Opere
- 1927. Versos y estampas, Málaga, Litoral
- 1930. Poemas de la isla,  Barcelona, Altés
- 1968. Marzo incompleto, El Museo Cenavio
- 1989. Poemas de la isla,  Madrid, Biblioteca Básica Canaria, n. 30, Viceconsejería de Cultura y Deportes, Gobierno de Canarias, 1989 [Include i tre libri citati più l'inedito Medida del tiempo]